# Konstantin Kazakow
Konstantin Pietrowicz Kazakow (ros. Константи́н Петро́вич Казако́в; ur. 5 listopada?/18 listopada 1902 w Tule, zm. 25 sierpnia 1989 w Moskwie) – radziecki dowódca wojskowy, marszałek artylerii.

## Życiorys
Od 1914 pracował w zakładach metalurgicznych, a od 1915 w fabryce zbrojeniowej. W latach 1921–1923 studiował w szkole wojskowej, po czym został dowódcą plutonu Armii Czerwonej. Od 1923 do 1931 służył w Orle i Biełgorodzie jako dowódca plutonu, potem dowódca baterii, później studiował wieczorowo w Akademii Wojskowej im. Frunzego w Moskwie. Po ukończeniu studiów wykładał w Moskiewskiej Szkole Artylerii nr 2. 
Od sierpnia 1938 do maja 1941 był doradcą wojskowym, początkowo w Hiszpanii (Brygady Międzynarodowe), później w Chinach. Później został dowódcą 331 pułku artylerii w Żytomierzu. Po ataku Niemiec na ZSRR 22 czerwca 1941 walczył na froncie południowo-zachodnim i zachodnim, na froncie woroneskim i nad Donem. W latach 1942–1944 szef oddziału operacyjnego sztabu artylerii Armii Czerwonej, potem do 1945 dowódca artylerii 2 Armii Frontu leningradzkiego i 2 Frontu Białoruskiego. W 1944 został ranny, po wyleczeniu walczył we wschodnich Niemczech, m.in. na Rugii. 
Od maja 1945 dowódca artylerii 1 Samodzielnej Jednostki Armii Czerwonej na Dalekim Wschodzie. Walczył z Japończykami (Armią Kwantuńską). Po kapitulacji Japonii mianowany generałem porucznikiem i komendantem wojskowym Harbina. W 1948 skończył wyższe kursy akademickie Akademii Sztabu Generalnego Sił Zbrojnych ZSRR im. K. Woroszyłowa w Moskwie. Od czerwca 1948 do maja 1951 dowódca artylerii Północnej Grupy Wojsk stacjonującej w Polsce, potem do kwietnia 1953 dowódca artylerii Nadmorskiego Okręgu Wojskowego na Dalekim Wschodzie, a do września 1954 dowódca artylerii Centralnej Grupy Wojsk stacjonującej w Austrii. W latach 1954–1958 dowódca 1 Armii Specjalnego Przeznaczenia Obrony Przeciwlotniczej w stopniu generała pułkownika artylerii, 1958–1960 dowódca wojsk rakietowych i przeciwlotniczych obrony powietrznej ZSRR. W latach 1960–1963 dowódca wojsk rakietowych i przeciwlotniczych i członek Wojskowej Rady Obrony Powietrznej Państwa. W 1962 mianowany marszałkiem artylerii, 1963–1969 dowódca wojsk rakietowych i artylerii ZSRR. Od 1969 wojskowy inspektor-doradca Grupy Generalnych Inspektorów Ministerstwa Obrony ZSRR.

## Awanse
- generał major artylerii 05 lipca 1943;
- generał porucznik artylerii 11 lipca 1945;
- marszałek artylerii 28 kwietnia 1962[1].

## Odznaczenia
- Order Lenina (czterokrotnie)
- Order Rewolucji Październikowej (1972)
- Order Czerwonego Sztandaru (czterokrotnie)
- Order Kutuzowa I stopnia
- Order Bohdana Chmielnickiego (1945)
- Order Suworowa I stopnia
- Order Suworowa II stopnia (dwukrotnie w 1943)
- Order Kutuzowa II stopnia (1945)
- Order Wojny Ojczyźnianej I stopnia (1985)
- Order „Za służbę Ojczyźnie w Siłach Zbrojnych ZSRR” III stopnia (1975)
- Medal „Za zwycięstwo nad Niemcami w Wielkiej Wojnie Ojczyźnianej 1941–1945”
- Medal „Za zwycięstwo nad Japonią”
- Krzyż Komandorski z Gwiazdą Orderu Odrodzenia Polski (Polska Ludowa)
- Krzyż Kawalerski Orderu Virtuti Militari (Polska Ludowa)
- Medal za Odrę, Nysę, Bałtyk (Polska Ludowa)
- Order Zasługi Czerwonego Sztandaru (Węgry)